# Église Notre-Dame de Beaugency
Pour les articles homonymes, voir Église Notre-Dame.
L’église Notre-Dame est une église française située à Beaugency dans le département du Loiret en région Centre-Val de Loire.

## Géographie
L'édifice est situé à l'angle de la place Dunois et de la rue de l'abbaye, sur le territoire de la commune de Beaugency, sur la rive droite de la Loire, dans le périmètre de la région naturelle du Val de Loire inscrit au patrimoine mondial de l'UNESCO.
Cette église de la paroisse de Beaugency est rattachée au doyenné Val-Ouest, à la zone pastorale Val de Loire et Sologne, au diocèse d'Orléans et à la province ecclésiastique de Tours.

## Histoire
Les origines de cette église remontent au XIIe siècle, c'est l'ancienne église abbatiale de l'abbaye Notre-Dame de Beaugency.
L'édifice est classé au titre des monuments historiques sur la liste des monuments historiques de 1862.

## Pour approfondir